# 여주 김씨
여주 김씨(驪州金氏)는 경기도 여주시를 본관으로 하는 한국의 성씨이다.
시조 김순양(金純良)은 김알지의 후손으로, 문과에 급제한 뒤 현감(縣監)을 지냈다고 한다.

## 참고 자료
- “여주김씨(驪州金氏)”. 뿌리를 찾아서.[깨진 링크(과거 내용 찾기)]